# Espai 13

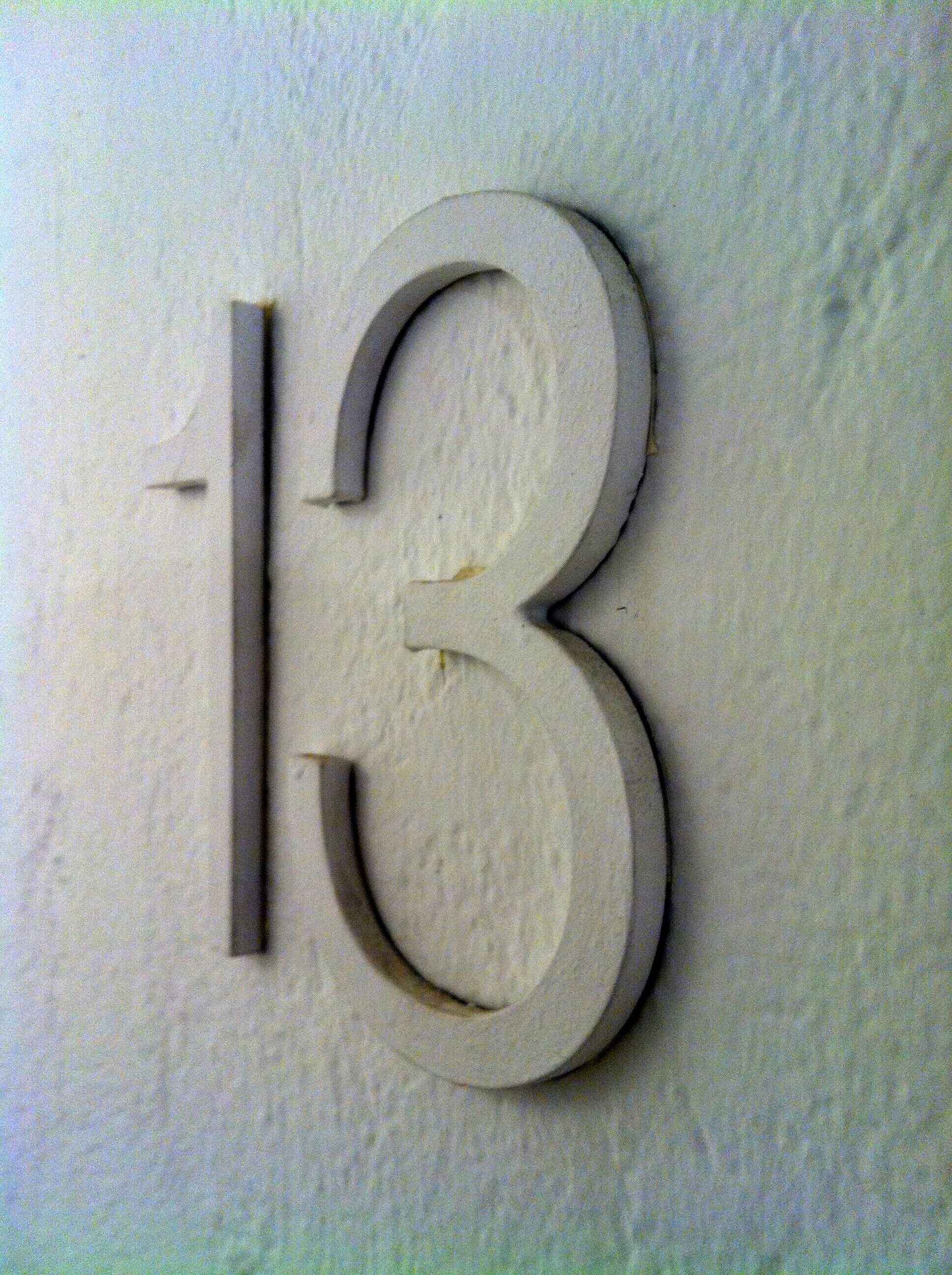
Senyalètica de l'Espai 13

L'Espai 13 és una sala d'exposicions ubicada dins de la Fundació Joan Miró dedicada especialment a promoure l'obra de joves artistes que experimenten amb l'art. Es tracta d'una sala d'uns 175m² amb una concepció més àmplia que la Fundació. Està concebuda com un espai alternatiu, on s'exposen projectes més arriscats o treballs experimentals o de recerca. Des de la seva inauguració han passat més de 200 artistes diferents.

## Història

### Context històric

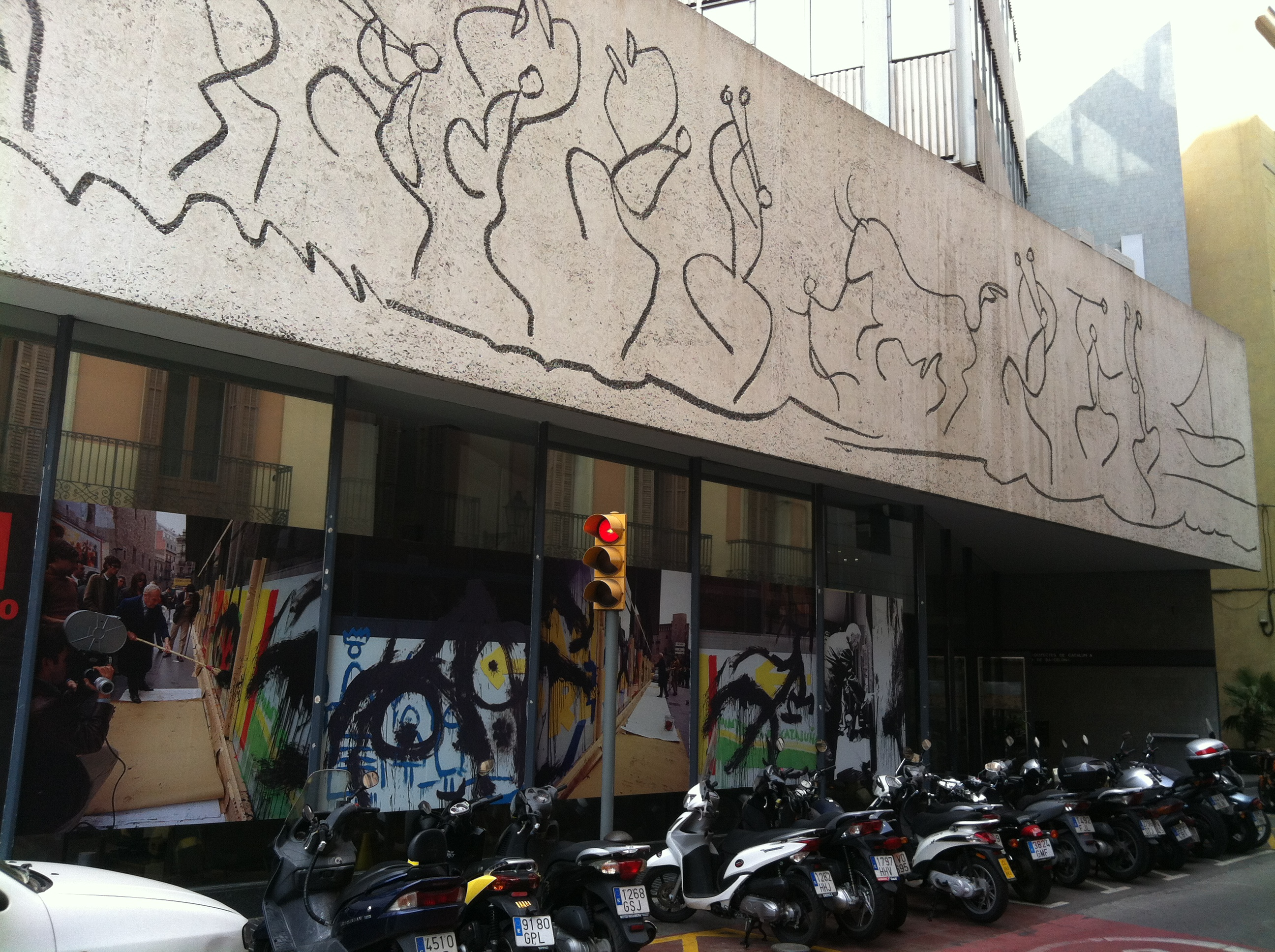
Miró l'Altre, reproducció que es va fer durant el 2012

El context d'aquest projecte està determinat per una iniciativa personal de Joan Miró i el seu nucli d'amics íntims i és anterior a les polítiques culturals de construcció i propaganda pública que s'estableixen a l'Estat espanyol des del 1982.
Joan Miró va idear un espai pioner a l'hora d'apropar l'art contemporani al gran públic i donés suport a l'art jove. fixant-se en institucions europees com l'Institute of Contemporary Arts (ICA) de Londres, que coneixia bé gràcies a la seva amistat amb Roland Penrose, un dels fundadors. Aquest espai funcionava com un centre d'art d'espectre ampli des de la seva fundació, impulsada el 1948 per la societat civil i membres del sector cultural britànic. Precisament el 1968 es va traslladar a la seva ubicació actual, a la Nash House.
El 1969 a Barcelona es va presentar Miró otro al Col·legi d'Arquitectes, on l'artista va pintar els vidres de l'edifici i tot seguit va destruir la seva pròpia obra amb dissolvent. Va ser una de les primeres afirmacions de la natura efímera en les pràctiques artístiques del país, a més d'una crítica implícita a la ignorància del règim, i així va ser aplaudida pels artistes que començaven a forjar els nous comportaments de la generació conceptual. L'esdeveniment que va cristal·litzar aquestes forces creatives emergents va ser la Primera Mostra d'Art de Granollers, que va tenir lloc el 1971. El text del manifest acabava amb una frase que posa de manifest fins a quin punt era convuls el moment: «La lluita dels artistes revolucionaris corre paral·lela a la lluita dels obrers i estudiants revolucionaris. Un enemic comú, una lluita comuna.»
Miró va idear la Fundació com un centre d'art contemporani, no pas un museu. Aquest fet és fonamental per entendre com la Fundació es va convertir des del primer moment en un focus generador de cultura contemporània dins de la seva plataforma local com a Centre d'Estudis d'Art Contemporani, una entitat sense ànim de lucre en la qual el magisteri de la figura de Joan Miró havia de donar raó de ser a una experimentació cultural sense precedents.
L'edifici va obrir les portes al públic el 10 de juny del 1975. Una de les obres de la col·lecció permanent procedia del Pavelló de la República Espanyola de l'Exposició Internacional de París del 1937: la font de mercuri d'Alexander Calder. Des d'aquest punt de vista, no ha d'estranyar el fet que, en inaugurar la primera exposició temporal, Art Tàntric. Col·lecció del Museu de Nova Delhi, el 20 de novembre del 1975, i havent-se ja difós la notícia de la mort del dictador Francisco Franco, el primer director de la Fundació, Francesc Vicens, anunciés als inquiets periodistes que els actes d'inauguració continuarien segons estava previst amb un concís: «Això no ens afecta». No hi havia motiu per interrompre el curs normal de la institució, ja que havia nascut com una institució de la Catalunya de la República, en continuïtat directa amb l'esperit que animava la vida cultural, social i política catalana anterior a la Guerra Civil.

### L'Art contemporani a la Barcelona de 1970

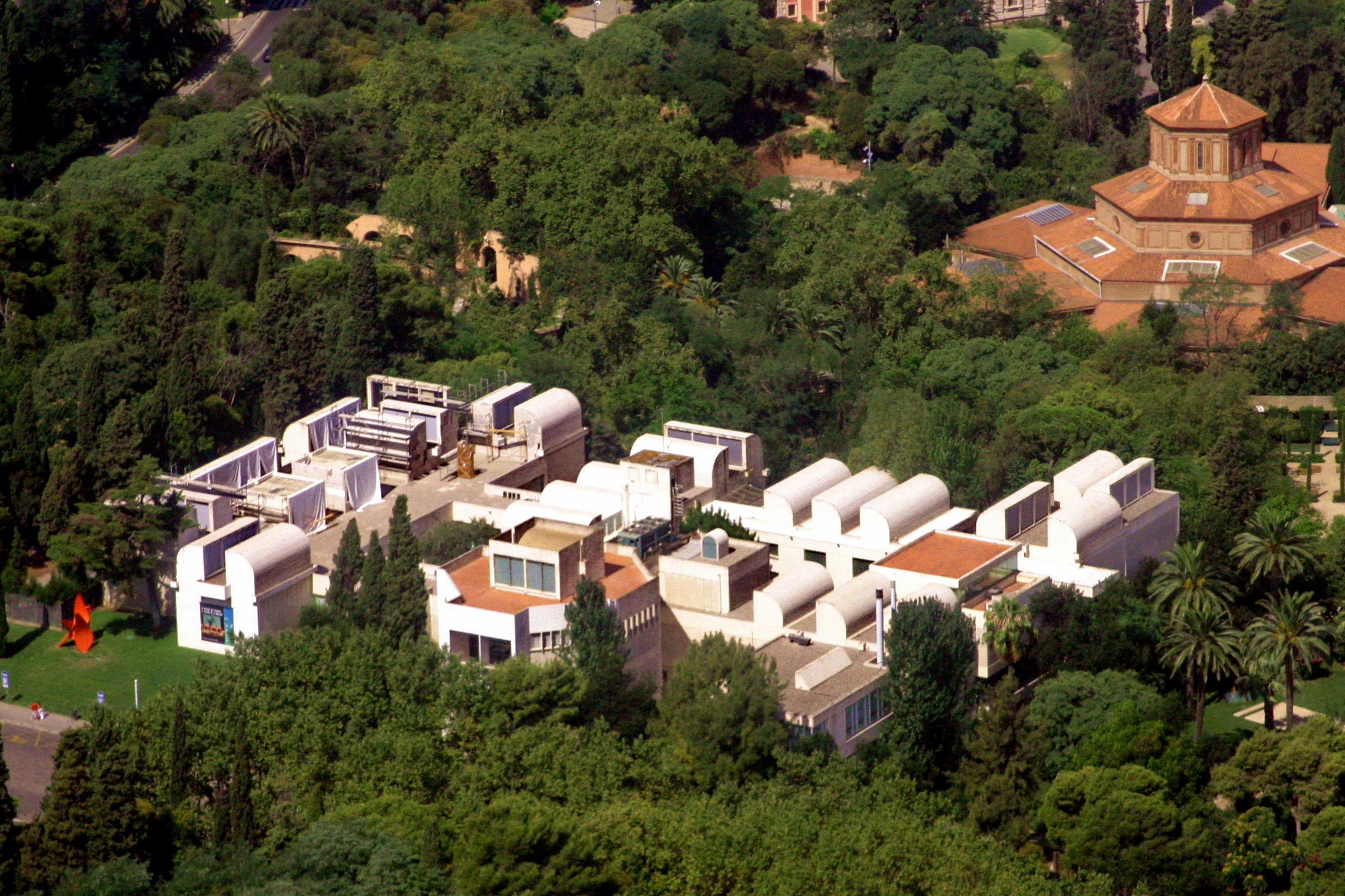
La Fundació Joan Miró es va construir a la falda de Montjuïch.

La invenció d'una sala experimental dedicada a exposicions d'artistes joves va sorgir de la voluntat de Joan Miró de donar suport a les noves generacions de creadors, però també de la demanda de la mateixa escena, que s'havia començat a articular al voltant del desenvolupament dels nous comportaments artístics de la primera meitat dels anys setanta a Catalunya. En aquell període una sèrie de mostres col·lectives van anar donant sortida als artistes i els van permetre confrontar la seva obra amb el públic a través de diferents iniciatives: el Col·legi d'Arquitectes de Barcelona, amb Ceremonials 1969-1973 i el cicle Nous comportaments artístics, organitzats el 1974 per Simón Marchán Fiz; l'Associació de Personal de la Caixa de Pensions de Barcelona, amb la programació d'exposicions de caràcter conceptual que va organitzar Lluís Utrilla entre el 1972 i el 1975; el Foment de les Arts Decoratives (FAD), amb Noves tendències a l'art, el 1974; o els cicles d'exposicions que es van organitzar des que Ferran Amat va inaugurar la Sala Vinçon, el 1973. A tot això caldria afegir-hi l'activitat de galeries innovadores com Aquitània, Ciento, Dau al Set, Galeria G o Maeght. També hi van tenir un paper fonamental, que més tard quedaria reflectit a la Fundació Joan Miró, els instituts de cultura estrangers, com el britànic, l'italià, el francès i, especialment, l'alemany, on es van proposar nombroses trobades per mirar d'articular les necessitats de l'escena.

La generació d'artistes que es concentrava en aquestes exposicions i activitats plantava cara al franquisme i al règim artístic del moment, d'allò més conservador i que veien com un sistema dedicat al comerç de les obres d'art. El novembre del 1974, per exemple, el Grup de Treball va convocar una assemblea, Crida al sector de plàstics, que pretenia reforçar la professionalitat i acabar amb la mercantilització i les formes habituals d'institucionalització. Aquell mateix any, els artistes Jordi Pablo, Miguel Utrilla, Olga Pijoan, Carlos Pazos i Fina Miralles van muntar l'exposició Què fer? a la Sala Vinçon. Hi defensaven, en contra del mateix Grup de Treball, un art conceptual basat en la materialització sensible i no només en les propostes verbals. Aquest és el marc de debat que la proliferació d'espais alternatius dels anys setanta, sense finalitats lucratives i gestionats col·lectivament per grups d'artistes joves, produïa al voltant dels nous comportaments artístics, relacionats ideològicament amb el context sociopolític de l'època que els tocava viure. Carles Hac Mor va definir amb agudesa el moment:
| «                 | L'aplegament tumultuós de gent de distintes disciplines, sensibilitats i tendències, que s'ofegaven en un mar d'elucubracions, fou un dels fenòmens característics del conceptual català, on la reunió es revelà com la troballa més genuïna. | » |
| — Carles Hac Mor. | |   |

És aquest sentit de l'articulació col·lectiva de l'escena a partir de la iniciativa dels mateixos artistes allò que permet que sorgeixi la demanda de desenvolupar un programa d'exposicions a la Fundació Joan Miró. El 1975, abans i tot de la inauguració de la Fundació Joan Miró, Antoni Tàpies, que va formar part del seu patronat des del primer moment, va escriure un article que obria amb una cita de Noam Chomsky: «La reconstrucció radical de la societat ha de buscar vies per alliberar l'impuls creatiu i no per establir noves formes d'autoritat. Al nucli del text, reclamava la necessitat que el centre s'obrís a una pluralitat de visions, al desenvolupament de les múltiples personalitats individuals i a les seves possibilitats d'articulació col·lectiva. També el crític Daniel Giralt-Miracle va insistir en la importància que la Fundació avancés en la línia democràtica d'acceptar la possibilitat de rebre suggeriments. L'escena exigia recollir a la nova institució les formes d'organització que es forjaven des dels inicis de la dècada. El novembre del 1975, Francesc Vicens explicava en una entrevista que les obres de Miró es penjarien i despenjarien en funció de les necessitats d'espai de les exposicions temporals, i que es mantindrien únicament dues sales fixes dedicades a la col·lecció permanent, ja que l'edifici era més petit als seus orígens que en l'actualitat. A la mateixa entrevista també hi deia:
| «                  | Un dels espais o sales del centre es destinarà a això. Serà una sala amb accés des de l'entrada, sense necessitat de pagar. Els artistes que es mouen en el terreny de la investigació hi podrien exposar el resultat dels seus treballs. S'anomenarà «Àmbit de recerca» i els mateixos artistes podrien escollir de manera oberta les obres de la seva producció que creguin més adequades per a la línia d'investigació plàstica que presidirà la sala | » |
| — Francesc Vicens. | |   |

### L'Àmbit de recerca
L'Àmbit de recerca va ser un col·lectiu d'artistes que van gestionar l'Espai 10 en règim assembleari entre el 1975 i el 1977, negociant amb la Fundació les possibilitats de treball i de gestió.
Els papers de la Comissió Delegada de l'Àmbit de recerca posen de manifest, a banda de les estratègies per superar els problemes econòmics als inicis de la Fundació, els seus plantejaments programàtics. Proposen organitzar una sèrie de vuit mostres col·lectives d'obres ja realitzades: Antecedents, Les pràctiques de la pintura, Els mitjans alternatius, L'art del cos, L'objecte, L'Art i la naturalesa, Environaments, happenings i ceremonials i Llenguatge escrit, poesia visual. La intenció era començar amb una panoràmica dels últims quatre o cinc anys, però que n'inclogués també els referents. Des del guió de cada exposició fins al programa d'actes paral·lels, tot es consensuaria en assemblea. Entre les activitats que anirien més enllà de les exposicions proposaven un seminari sobre l'ensenyament de l'art que inclouria els nivells de primària, batxillerat i universitat; reunions entre professionals del sector i d'altres camps; trobades entre artistes i teòrics estrangers amb el suport pressupostari dels instituts estrangers; una mínima publicació periòdica; un centre de documentació, proposat per Ferran Garcia Sevilla, amb una persona que es pogués dedicar una tarda a la setmana a acumular el material de les mostres per classificar-lo i fotografiar-lo; finalment, una biblioteca bàsica de revistes internacionals d'art contemporani, a més de llibres de teoria de les últimes tendències. Entre l'octubre i el desembre del 1975, l'Àmbit de recerca va estar format pels artistes Jordi Cerdà, Ferran Garcia Sevilla, Silvia Gubern, Fina Miralles, Xavier Olivé, Josep Parera, Javier Rubio, Lluís Utrilla i Joan Pere Viladecans.
La primera mostra que van organitzar es va dir Art amb nous mitjans 1966-1975, i es va inaugurar el 17 de febrer del 1976. S'hi van articular diverses generacions d'artistes per intentar reflectir en termes expositius què consideraven un art nou i quins n'eren els precedents immediats. La segona exposició es va titular Objecte. Primera antologia catalana de l'art i l'objecte, que va tenir lloc del 25 de maig al 13 de juny del 1976 i incloïa trenta-sis artistes i vuitanta objectes realitzats entre el 1951 i el 1976. L'autor del text del fullet, l'artista Jordi Pablo, definia així l'Àmbit de recerca:
| «             | És el nom per un grup obert d'artistes que, enquadrats en les diverses tendències de l'art actual, manifesten una decidida voluntat d'investigació. | » |
| — Jordi Pablo | |   |

Un dels paràgrafs revela la convulsió del moment i la intenció o necessitat d'articulació professional: «Una dada il·lustrativa que pot ajudar a entendre la mostra és la situació professional actual i aproximada dels participants: sis són pintors reconeguts que viuen bàsicament de la seva producció pictòrica, comercialitzada a través de galeries; dos es troben en una situació econòmica de dependència familiar; dos més han abandonat gairebé del tot l'activitat creativa per dedicar-se a altres professions; set viuen de feines al marge de l'art; quatre, residents a l'estranger, viuen bàsicament de la seva feina artística, cosa que aquí seria impossible, i finalment nou viuen d'una feina artística paral·lela, com ara l'ensenyament, el disseny, el grafisme, etcètera.»
Així mateix, la complexitat de la situació i els fronts de polèmica que es van encetar durant aquells anys queden reflectits en les assemblees i els tancaments d'alumnes de Belles Arts que es van produir el gener i el febrer d'aquell mateix any a Barcelona per exigir un pla d'estudis més adequat a la realitat de l'art del moment, i als quals s'unirien ben aviat les facultats d'Història de l'Art.
L'última exposició del programa que van aconseguir organitzar va ser Pintura I, que comptava amb la participació de tretze artistes i que va ocupar l'Espai 10 i la sala 8 per mostrar les tendències pictòriques des de l'herència reductiva i abstracta fins a la pintura-pintura.
A les polèmiques internes del grup i de l'escena s'hi va afegir el debat suscitat per una exposició individual d'Antoni Tàpies a les sales principals de la Fundació. Aquest fet, sumat al contrast entre els requeriments i l'ambició del projecte i la manca de pressupost, va generar tensions que van dissoldre el grup i van donar lloc progressivament a una comissió d'activitats que, ara des de l'interior de la Fundació, començaria a pensar en l'articulació de cicles d'exposicions individuals per donar naixement a l'Espai 10.

### Els inicis de l'Espai 10: 1978-1982
L'inici de la programació a l'Espai 10 es va vincular al desig explícit de Miró que els espais expositius servissin per a la investigació i l'experimentació dels artistes joves. Des de la primera mostra, de Maria Teresa Codina, inaugurada el 26 de gener del 1978, fins a la tardor del 1982, es van presentar quaranta-quatre exposicions individuals de menys d'un mes de durada i que es muntaven i desmuntaven en només tres dies. La mitjana d'edat dels artistes rondava els vint-i-cinc anys. De les primeres deu exposicions, cinc van ser de dones. Hi havia trajectòries molt diverses entre els artistes presentats, però, com diu Francesc Vicens, «llavors tot era art emergent». Durant aquest primer període, gestionat per la comissió d'activitats de la mateixa Fundació, es van produir fites per a la història de l'art contemporani català, com ara les primeres exposicions monogràfiques institucionals d'artistes de la categoria d'Àngels Ribé, Eugènia Balcells, Susana Solano o Jaume Plensa. Alhora que es va programant, es va generant amb altres espais de la ciutat un entramat d'intercanvi que comença a servir per construir trajectòries als artistes: molts dels que van exposar a l'Espai 10 acabarien introduint-se al mercat galerístic, sobretot a través de les galeries Maeght23 o Ciento, que havia nascut el 1974.
El 1978, any en què la Fundació inicia la programació de l'Espai 10, és també un any fonamental per a l'art català pel que fa a la presència internacional, d'una banda, i als intents de rearticulació de l'escena a les acaballes del moviment conceptual, de l'altra. Francesc Vicens és un dels escollits a la primera invitació oficial del govern italià a la participació espanyola a la Biennal de Venècia, sota el lema «De la natura a l'art i de l'art a la natura», que propugnava una visió ecològica de denúncia a escala mundial. Aquest fet va donar pas a un projecte amb els artistes Nacho Criado, Juan Navarro Baldeweg, José Maria Yturralde i les catalanes Fina Miralles i Pilar Palomer. La crítica Maria Lluïsa Borràs va muntar amb onze artistes catalans l'exposició Seny i rauxa al Centre Pompidou de París, ocasió amb què se celebrava, de retruc, el 85è aniversari de Joan Miró. Finalment, el col·leccionista Rafael Tous va organitzar les jornades Art i modernitat als Països Catalans a la Kunsthalle de Berlín.
Aquell mateix any, en l'àmbit local, l'Escola Superior de Belles Arts de Sant Jordi es va convertir en Facultat. A la Universitat Autònoma de Barcelona, la professora Teresa Camps creava l'Espai B5-125 per a joves artistes, i naixia també la Quinzena d'Art de Montesquiu (QUAM). Pel que fa a l'associacionisme professional, on es manifesta l'evolució cap a altres formes més institucionalitzades de la idea de col·lectiu, el 1977 naixia l'Associació Catalana de Crítics d'Art, i al cap de dos anys ho faria la Federació Sindical d'Artistes Plàstics de Catalunya. L'actual directora de la Fundació, Rosa Maria Malet, explicava el naixement de la programació regular d'art jove el 1986:
| «                  | Aquell era un moment especialment polèmic, en què la dualitat pintura/art conceptual dominava el panorama artístic del nostre país i provocava forts debats tant entre els artistes com entre els crítics. L'Espai 10 va constituir la plataforma des d'on el discurs d'una tendència i de l'altra —no sempre fàcil i molt sovint tens— podia trobar la possibilitat de manifestar-se. | » |
| — Rosa Maria Malet | |   |

El 1980, Rafael Tous i Isabel de Pedro obren Metrònom com a Centre de Documentació d'Art Actual al carrer Berlinès, i el 1981, la Fundació “la Caixa” obre la Sala Montcada al carrer del mateix nom. Tots dos espais s'aproparan molt a la idea de l'Espai 10 en les seves formes de programació i la seva actitud experimental. Malgrat la seva naturalesa canviant, que actualment sembla que abasti moltes tendències, gèneres i generacions, aquesta primera etapa de l'Espai 10 ha estat molt criticada per historiadors i crítics, i s'ha identificat amb nostàlgia com el certificat de defunció institucional de l'art conceptual català. La introducció d'artistes estrangers (en aquesta etapa, només cinc) també va ser molt criticada, sobretot per Xavier Olivé i Jordi Pablo. Ferran Garcia Sevilla reclamava que la Fundació fos un espai dedicat a la clarificació i articulació de la mateixa dinàmica dels artistes.

### Programes comissariats
La posada en marxa dels programes anuals comissariats —o, tal com es descrivia aleshores, organitzats per crítics d'art— respon a la intenció de renovar la programació i a l'interès per impulsar, a banda del suport a la pràctica artística, una plataforma dedicada a la tasca de formació i experimentació per a les noves generacions de crítics d'art. Al principi, els diversos cicles van ser encàrrecs polivalents que els comissaris plantejaven al voltant d'un tema.
La tardor del 1982 s'inicia la primera programació comissariada amb el cicle El viatge, organitzat per Rosa Queralt, Glòria Picazo i Vicenç Altaió. A començaments del 1983 moren Josep Lluís Sert i el crític Alexandre Cirici. A les acaballes d'aquell mateix any moriria també Joan Miró.
Interpretada amb perspectiva històrica, aquesta casualitat potencia encara més la pauta de relleu generacional i d'assaig d'altres maneres de fer. Les crítiques Rosa Queralt i Glòria Picazo, que en aquell moment formava part de l'equip de Metrònom, seguien amb atenció la feina dels artistes locals. Vicenç Altaió era escriptor i poeta, i havia organitzat amb Lena Balaguer un artefacte expositiu i poètic, la revista Èczema, que editaven des de Sabadell. A partir de la idea de viatge, van organitzar un projecte que abraçava propostes estètiques diverses, però que alhora semblava que es decidia per la reivindicació de modalitats de producció artística d'un materialisme postconceptual i neodadaista que s'allunyaven de les modes del triomf de la pintura expressionista. Aquesta tendència predominava després de l'anunci del triomf de la pintura que havia fet Rudi Fuchs a la documenta d'aquell mateix any, i que va tenir el seu ressò a la mateixa Fundació en la gran exposició temporal de la transavanguardia italiana, comissariada per Achille Bonito Oliva. De passada, amb El viatge també es desprenien de la necessitat d'adhesió política de la generació anterior.
En aquest període les exposicions no només van incloure propostes per a l'Espai 10, sinó que es van estendre als espais adjacents a través del que van anomenar «environaments » —unes instal·lacions específiques que generalment es muntaven al Pati de l'olivera—, o a les performances musicals o polipoètiques de les inauguracions, de manera que mantenien una postura multidisciplinària que recollia les forces actives del context de l'època. Alhora, van innovar en els tipus d'exposicions col·lectives, que van organitzar a través de convocatòries obertes, i van incorporar una gran quantitat d'artistes estrangers, tant a les mostres col·lectives com a les individuals.
El segon cicle, que va tenir lloc entre el 1983 i el 1984, el van protagonitzar tres crítics que van mantenir un esquema menys col·laboratiu i més independent que l'any anterior, fins al punt que cadascun d'ells va organitzar un trimestre d'exposicions. La seva programació també va incloure un cicle d'environaments que prolongaven les exposicions als patis interiors de la Fundació. El poeta Carles Hac Mor va proposar diverses artistes, algunes d'elles conceptuals que acabaven de tornar de Nova York, com Eugènia Balcells, però també la primera exposició individual de Jordi Colomer i una polèmica performance de Jordi Benito.
La crítica Pilar Parcerisas es va centrar en la idea de laberint i va concloure amb una exposició col·lectiva que reprenia el concepte d'exposició temàtica del cicle anterior. Un dels seus majors encerts va ser el fet de posar el focus en la vinculació de les noves pràctiques artístiques amb les artesanies populars, per exemple en l'exposició de Lluís Vilà amb escultures fetes amb pa, que va tenir un enorme ressò a la premsa. Finalment, la crítica Maria Josep Balsach va proposar un cicle que presentava des d'una exposició de mòbils al límit de l'absurd tecnològic fins al tancament amb una exposició sobre la ruïna, un tema fonamental en aquell moment, sobretot gràcies a Anne i Patrick Poirier, que no hi van poder exposar per culpa dels exigus pressupostos de la Fundació.
Els encarregats de la tercera etapa comissariada van ser la crítica d'art María José Corominas, el professor d'estètica i semiòtica Pere Salabert, de la Facultat de Geografia i Història, i Lena Balaguer, professora a Vic i abans coautora d'Èczema amb Vicenç Altaió. Va ser un cicle molt obert, en què els projectes es van seleccionar a partir de les propostes rebudes. Se'n van escollir una desena d'entre les vuitanta-set que es van presentar, que incloïen fins i tot les últimes tendències protodigitals. L'entitat de l'espai va començar a cridar l'atenció de la crítica. Maria Lluïsa Borràs el va definir a La Vanguardia com «l'únic espai no comercial dedicat amb continuïtat i en exclusiva a l'art més nou amb què compta la nostra ciutat».
Els dos últims cicles que es van dur a terme a l'Espai 10 es van tornar a encarregar a Vicenç Altaió i Glòria Picazo, que el 1984 havien co-comissariat amb molt d'èxit la mostra Bèstia al Palau Marc. El cicle de 1984-1985 es va titular El gust i les diferències, i es va inaugurar amb una magnífica desfilada que va organitzar l'artista Pep Duran en un dels patis interiors de la Fundació. El to postmodern recollia l'esperit de l'època, les modes intel·lectuals de la sociologia de l'art, les teories semiòtiques del gust, les teories de Gillo Dorfles o de Pierre Bourdieu. El cicle, que va tornar a incloure diverses activitats i performances, va culminar amb la col·lectiva Aigua i aigua.
L'últim cicle de l'Espai 10 va ser De la causa i de l'objecte. Va començar amb una reivindicació de la jove generació d'escultors catalans, com Jordi Colomer i Antoni Abad, amb intenció de relacionar-los amb la nova escultura britànica, representada per David Mach. El cicle tractava de «la prepotència de l'objecte en l'art contemporani, la seva recuperació des d'una perspectiva molt urbana ».
A la memòria anual de la Fundació del 1986 també es plantejava: «Igualment preveiem iniciar una nova etapa de dinamització de l'Espai 10, per a la qual s'ha demanat la col·laboració de l'Ajuntament de Barcelona, ja que pretenem posar a l'abast dels artistes, per uns dies, alguns dels espais urbans.» Això es va traduir en la instal·lació monumental de l'artista Luc Deleu: un arc de triomf que es va construir amb contenidors del port i es va col·locar al costat de l'Arc de Triomf de Barcelona, la peça pública més monumental que s'hagi presentat mai en la història de les programacions de l'Espai 10 i l'Espai 13.

### Clausura Espai 10
L'Espai 10, que estava situat a l'entrada de l'edifici, al punt on s'instal·laria una botiga de productes derivats de l'univers de Joan Miró, es va traslladar a un espai interior i va canviar de nom: ara seria l'Espai 13.
La clausura de l'Espai 10 va tenir lloc el 3 de juny del 1987, coincidint amb la finalització del cicle d'Altaió i Picazo, amb un espectacle titulat So i llum, per al qual es van repartir tres mil vuit-centes invitacions i en què van participar els artistes Joan Duran, Pere Noguera i Riera i Aragó. Noguera va realitzar-hi un concert de maquinetes d'afaitar elèctriques mentre es mirava en un mirall d'augment recolzat en un faristol. Es titulava Esporgar, acció o concert.
Duran va perpetrar la transmutació alquímica d'una salamandra dissolent en àcid una peça de metall amb la forma de l'amfibi, que alhora es podia veure per retroprojecció en un mur d'un dels patis de la Fundació. Riera i Aragó va aportar-hi dues accions diferents: un helicòpter provinent de l'aeròdrom de Sabadell que va aterrar a la Fundació i uns focs artificials a la terrassa en què es llegia: «This is the end». Les accions duraven tres minuts i, com que es temia que pogués ploure, se'n va invertir l'ordre preestablert, que finalitzava amb els focs artificials. Irònicament, aquest fet va convertir l'«això és la fi» en un nou començament.

### Espai 13
Des del 1988, l'espai destinat a les exposicions individuals d'art jove o amb vocació experimental està situat en un soterrani integrat dins del recorregut de la col·lecció permanent de la Fundació. La nova sala és més gran i, gràcies a l'absència de finestres, proporciona més versatilitat als projectes emergents. Aquest canvi va ser fruit d'una decisió que s'havia pres el 1983, en morir Joan Miró, sobre la necessitat d'ampliar la Fundació per acollir-hi sales permanents a banda de les dues habituals, on es podria mostrar la col·lecció: la sala Joan Prats i la sala Pilar Juncosa. L'ampliació va anar a càrrec de l'arquitecte Jaume Freixa i va finalitzar el 1988. A la memòria de la Fundació del 1987 s'anuncia: «Per altra banda, deixa de funcionar l'Espai 10 amb les característiques d'espai obert a la creació dels artistes joves tal com havia estat fins ara i, a partir del curs vinent, es destinarà un espai a mostrar treballs de caràcter experimental d'artistes que no necessàriament pertanyin a les darreres generacions.»
L'entrada de Margit Rowell a l'equip de la Fundació va provocar un canvi de la dinàmica de les programacions. Als inicis de l'Espai 13 es decideix centrar les exposicions en artistes de trajectòria mitjana en comptes dels emergents, i es comissaria des de dins, sense necessitat de fer encàrrecs externs, de manera que s'abandona el suport, fins llavors ininterromput, a la crítica local. L'encarregada d'encetar la programació d'aquest espai el juny del 1988 la mateixa Rowell, aleshores responsable de programa d'exposicions temporals de la Fundació. L'objectiu del seu plantejament va ser aconseguir una major projecció internacional i més presència en l'entorn local del nou espai. A la seva programació, per regla general, els artistes ja tenien una trajectòria mitjana. Les exposicions se succeïen autònomament al llarg de tot l'any, eren més llargues que les seves antecessores i prescindien de la necessitat de quedar emmarcades en un cicle temàtic.
Una altra novetat va ser la fixació del termini que havia de transcórrer entre exposició i exposició: dues setmanes. Això indica una professionalització de l'espai i una evolució de la institució cap a forme de treball menys precàries. En realitat, dins d'una comprensió general de la programació d'exposicions temporals de la Fundació, Rowell va preveure convertir l'espai en una sala més, dedicada a una programació d'instal·lacions o exposicions específiques de centre d'art, integrada dins d'una programació general d'exposicions temporals i limitada a un radi d'acció merament expositiu. Va dur a terme cinc mostres, dues d'artistes espanyols, abans d'abandonar la Fundació.
Tot i que aquell mateix any es va atorgar el Premi Ciutat de Barcelona a la programació de l'espai, la seva nova ubicació no va estar exempta de crítiques. El crític Francesc Miralles escrivia: «Aquest espai teòricament experimental, que queda ocult i tan distant...». En qualsevol cas, després de l'ampliació la Fundació va doblar el nombre de visitants, que va fregar els dos-cents mil.
Els dos següents cicles els va organitzar Miquel Molins, professor d'EINA i de la Universitat Autònoma de Barcelona, fet que va suposar el retorn a l'externalització del comissariat a un agent local. La seva programació va respondre a la mateixa comprensió amb visió internacional que havia guiat Rowell. Són els anys de la primera obertura expositiva a l'art no occidental, a partir de l'exposició Magiciens de la Terre, de Jean-Hubert Martin, celebrada al Centre Pompidou de París el 1989, però també del cop de gràcia a la transavantguarda i al retorn de la pintura a Espanya amb l'exposició Antes y después del entusiasmo, que José Luis Brea va presentar a Anvers.
També va coincidir amb l'aparició de noves formes d'institucionalització a Barcelona, com ara la creació de l'Espai Poble Nou, que va existir del 1989 al 1995 sota la direcció de Glòria Moure, amb una línia important d'exposicions individuals de grans artistes internacionals, i amb la creació de la Fundació Antoni Tàpies el 1990, amb Manuel Borja-Villel al capdavant.
Entre el 1989 i el 1990, Molins va programar Figuracions de l'espai. Ell mateix va definir el cicle d'aquesta manera: «Sis discursos al voltant d'un argument comú: la matèria i els detalls del coneixement perceptiu, és a dir, la descripció de tres llocs: el de les vivències de l'espai natural, el que un ha vist i ha sentit, veu, escolta i l'admira; el lloc més ocult de la creació en si mateixa, allò que és més inexpert, allò que està inacabat, allò que mai s'acaba de mostrar i és més fosc de la creació d'un mateix; i finalment, el lloc que resulta de l'apropiació d'un espai aliè.»
La referència bàsica és un text de Peter Handke a partir del qual reflexiona sobre les formes de subjectivació de l'espai en el discurs global. El cicle suma la força d'artistes importants del context local, alguns vinculats a les poètiques de les aures fredes, aleshores en voga, que encara no havien tingut cap exposició individual ressenyable, i el rescat plàstic dels arquitectes Albert Viaplana i Helio Piñón.
L'any següent, el 1991, el seu segon cicle es va titular Formes de la dissensió. La dissensió en qüestió era l'oposició als conflictes socials, la xenofòbia, el racisme, els atemptats contra el medi ambient i contra la dominació masculina o la marginalització de la sida. S'hi van presentar tres artistes estrangers que no havien exposat mai a Espanya, tot i que l'obertura del cicle va correspondre al català Perejaume. Més enllà dels exercicis d'estil que predominaven en els formalismes habituals d'aquest període, Molins va proposar un cicle combatiu i polític, amb un art directe en els límits de la institució i obres de crítica moral que obrien per primera vegada la Fundació a camps de representació i subjectivació no majoritaris.
La premsa de l'època va voler veure en aquest cicle un diagnòstic del retorn al compromís sociopolític després d'un decenni d'individualismes i aprofundiment en el fet artístic. Al final, el cicle es va veure interromput a causa de la cancel·lació del projecte previst per l'artista Hans Haacke, que tractava sobre el patrocini de la cultura. Consistia en un muntatge sobre l'ús publicitari que es feia de l'obra de Miró, fonamentalment centrat en les entitats financeres. La Fundació va argumentar que excedia el pressupost del projecte amb una imprecisa valoració econòmica. Els mitjans van apuntar com a causa principal la influència de Thomas M. Messer, assessor general d'arts plàstiques de la Fundació “la Caixa” des de l'abril del 1991 i que el 1974, quan era director del Guggenheim de Nova York, ja havia vetat Haacke. El mateix Haacke va declarar a El País que es tractava d'especulacions: «L'única cosa que em consta és que el muntatge va ser suspès en circumstàncies peculiars. Puc especular amb diversos factors, però no en tinc cap prova.»

### Anys 90
El relleu de Molins el va agafar el comissari Frederic Montornés, que arribava a Barcelona després d'estudiar amb una beca a l'École du Magasin de Grenoble. La seva proposta per als anys 1991 i 1992 va ser Comunicacions. El vigor de l'efímer, on plantejava una visió quasi existencialista i íntima de la condició subjectiva enfront de la vocació pública de l'últim cicle de Molins: «Amb la finalitat de crear noves situacions i poder parlar de comunicació en el marc efímer d'una exposició, sense entrar en contradicció amb la reivindicació del nostre temps, l'artista haurà de dotar el seu treball del vigor necessari no sols per fer-nos saber alguna cosa, sinó també per obligar-nos a adoptar una posició davant la seva obra i incitar-nos a establir un diàleg amb ell, un diàleg íntim i obert entre la presència absent de l'artista i nosaltres, els “únics animals metafòrics”.»
Aquesta política de la intimitat, aquesta confiança en la seva empremta subjectiva i simbòlica, enfocada cap a la comunicació d'experiències inèdites a través de la confrontació del públic amb la pràctica artística, seria un segell permanent de la tasca de Montornés durant els tres anys consecutius en què es va encarregar de les programacions. A més, aquests trets van acabar definint les coordenades de la seva pràctica posterior com a comissari independent. Optar per artistes encara no consagrats i assumir el risc de proposar-los una relació inèdita, independent de la feina a l'estudi, li va permetre concebre les exposicions com un acord efímer. Es creava amb els artistes una relació única, concreta i puntual, que feia possible assumir riscos.
Aquest fet contrasta enormement amb les polítiques culturals de la ciutat durant les Olimpíades del 1992. Però també indica una constant: la independència de la programació de l'Espai 13 respecte de les polítiques culturals de la ciutat i el seu rigor dins d'una lògica interna singular.
Amb Bloc de fragments, la temporada 1992-1993, Montornés va plantejar els discursos personals més com a fragments de vida que com a dogmes teòrics: una insistència en maneres singulars d'aproximar-se al llenguatge que li va fer descobrir veus tan diverses com Montse Soto o Ana Laura Aláez. Després que aquest cicle quedés interromput entre l'abril i l'agost per una gran exposició commemorativa del centenari de Joan Miró que ocuparia tot l'edifici, a l'octubre Montornés començaria un darrer cicle: Sense títol. A l'extrem de l'opció abocada als llenguatges privats i personals, ell mateix explicava: «Amb el seu hermetisme evidencia l'existència d'un món privat, revela que pel seu traçat camina una intenció que només es podrà conèixer si es fa l'esforç de llegir les imatges que mira».
El final de la seva programació va ser una exposició col·lectiva titulada El cos del delicte, en què proposava als artistes que responguessin la següent pregunta: «Si l'espai fos un cos, ¿com el tatuaríeu?». Aquesta idea del tatuatge com a compromís, com a memòria, però també la idea de l'exposició com a autorepresentació, va trobar en l'artista Paco Vacas un traductor perfecte del missatge: es va fer un xuclet en un braç, una marca efímera entre la passió i la violència sexual, un indicatiu públic de la destrucció sistemàtica de la frontera de l'àmbit privat com a opció de naturalesa política.
El cicle del 1994-1995 el va concebre la comissària Mònica Regàs amb el títol Balcons. Es va col·locar una reproducció en blanc i negre del quadre barroc espanyol Gallegas a la ventana, de Murillo, al mur que es troba abans de baixar a l'Espai 13, com una mena d'invitació a visitar les mostres a través de la picardia de dues prostitutes del Segle d'Or. La vocació social també es va transmetre a la selecció dels artistes: no van ser escollits per raó d'una pràctica artística abstracta, sinó per la seva manera de llegir el món. L'any següent, quan Regàs va plantejar Pandemònium, va mostrar una visió peculiar de com aconseguir «deixar el balcó per sortir al carrer». Les seves exposicions van buscar fórmules per descentralitzar i permeabilitzar l'Espai 13 a un conjunt social més ampli. Diverses intervencions es relacionaven amb l'espai en si i amb el seu ús; a més, tots els artistes van presentar la seva feina als alumnes del taller d'arts plàstiques d'un centre penitenciari barceloní.
S'hi van barrejar artistes estrangers i locals, i es va organitzar la primera exposició de Santiago Sierra a Catalunya, juntament amb l'artista Manuel Ludeña. El 1996, Ferran Barenblit, un comissari jove que arribava a Barcelona avalat per la seva feina anterior al New Museum de Nova York, va organitzar un primer cicle, titulat Anatomies de l'ànima. El centre del seu discurs era el cos humà. Les seves exposicions van ser instal·lacions successives que van tenir com a suport la mateixa sala. Amb la seva visió internacional, tractava de plantejar una voluntat de context no tant local com generacional. Una de les novetats del seu primer any de programació va ser la invenció de l'Espai obert.
Espai Obert: A través d'una convocatòria pública, es presentaven propostes a un jurat format pel mateix Barenblit, Rosa Maria Malet i els artistes Manel Esclusa i Pep Duran, que havien exposat anteriorment a l'Espai 13. Es van presentar dues-centes trenta-nou propostes, de les quals se'n van seleccionar quaranta. Més que una exposició, l'Espai obert era un punt de trobada que responia als codis generacionals d'un moment d'apogeu participatiu en què els mecanismes democràtics es traduïen als processos de l'escena d'art jove de la ciutat, amb els Tallers Oberts o els cicles Se Alquila, que tenien lloc coetàniament. Entre els artistes seleccionats figuraven noms com Àngel Corral o Toni Giró, integrants del col·lectiu 22a, performers com Ramón Guimaraes o artistes amb trajectòries visibles a la dècada dels 2000 a la ciutat, com Gustavo Marrone, Chuso Ordi o María Ruido. Després de rebre el Premi Espais a la crítica d'art per aquest primer cicle, Barenblit va proposar per a la temporada 1997-1998 el programa Cercles invisibles, que s'allunyava del cos per referir-se al paisatge, ja fos natural, social o íntim. Va consistir en una successió d'instal·lacions in situ que també va incloure un Espai obert, amb Barenblit i Malet com a jurat, a més de dos artistes que també havien exposat a l'Espai 13: Jordi Encinas i Perejaume. S'hi van poder veure artistes com Oscar Abril Ascaso, la gallega Silvia García o Jaume Parera en una mostra per a la qual es van seleccionar trenta obres, un deu per cent de les presentades. L'èxit de la convocatòria s'ha d'atribuir també al fet que, el març, Barenblit havia programat en el seu cicle Jordi Yaya Tur, un dels artistes que s'havien descobert gràcies a l'Espai obert anterior.
La fi dels anys noranta va ser un moment d'articulació modèlica de l'art emergent de la ciutat. Per entendre com l'Espai 13 va anar mutant en el plantejament dels seus cicles per decisions ja no dels comissaris, sinó de la mateixa Fundació, cal situar-lo dins d'una xarxa d'espais, com Metrònom i la Sala Montcada o la Capella, que funcionaven com a arriscats laboratoris d'expressió artística, davant d'un context institucional que es començava a enriquir, amb el MACBA o el Centre d'Art Santa Mònica com a referències. Aquest fet proporcionava un horitzó professional tant als artistes com als comissaris d'exposicions, un plantejament de trajectòria que s'anava alimentant successivament dels nombrosos espais de la ciutat. La mateixa Fundació certifica la fertilitat professional del circuit quan dona una segona oportunitat a dos dels comissaris que havien dut a terme amb encert cicles d'exposicions durant els anys noranta: Frederic Montornés va muntar Lux/Lumen a les sales d'exposicions temporals de la Fundació el 1998, quatre anys després dels seus cicles. El mateix es pot dir de Ferran Barenblit, que el 2001 presentaria l'exposició Ironia. Aquest sentit de formació i de pertinença a un programa a mitjà termini estableix un model de treball local que avui s'ha perdut.
Durant els anys 1998 i 1999, la programació de l'Espai 13 va fer un tomb cap a les noves tecnologies. Jorge Luis Marzo, Tere Badia i Rosa Sánchez van comissariar Singular Electrics, un cicle que va analitzar tant les noves formes de percepció visual com les d'interacció participativa a partir de les noves tecnologies i els nous dispositius digitals. El títol era una derivació irònica de la multinacional nord-americana General Electric i una declaració política sobre l'ús diferencial que es podria plantejar des de les propostes artístiques contemporànies respecte de les noves tecnologies. Seria l'únic dels cicles en la història de l'Espai 10 i l'Espai 13 que tindria com a centre un mitjà tecnològic específic.
Els últims anys noranta també van ser el moment d'explosió de les teories relacionals i de l'obertura postcolonial a partir de la introducció de la noció de geopolítica com un aspecte fonamental per a la comprensió de l'art contemporani en una societat culturalment globalitzada.

### Anys 2000
La temporada 1999-2000 va ser comissariada per la porto-riquenya Michy Marxuach i es va titular Un oasi en el desert blau. La comissària va centrar els esforços a proposar artistes de l'àmbit caribeny i centreamericà, generalment absents a les exposicions de l'Estat espanyol. Com a cloenda, el projecte va reprendre l'Espai obert, que en aquest cas va constituir una via per incorporar el context local a un projecte geogràficament llunyà. Després de dos anys que exemplificaven les possibilitats d'obertura i mutació que es podien generar a través d'eixos temàtics en la programació de l'Espai 13, per a la temporada 2000-2001 es va decidir apostar per un projecte ambiciós que, a banda de commemorar els vint-i-cinc anys d'existència de la Fundació, mostrava l'esforç de la programació per buscar contínuament vies per replantejar les possibilitats d'aquest espai de cara al futur.
A Per a tots els públics es van convidar tres dels comissaris que havien passat per l'Espai 13, Mònica Regàs, Ferran Barenblit i Frederic Montornés, perquè proposessin un cicle que es va difondre en l'espai de la institució en un sentit lax, multiplicant les intervencions per tota la Fundació. La directora, Rosa Maria Malet, explicava a la seva presentació: «L'Espai 13 és un concepte, un espai mental que va més enllà de l'espai físic.»
Els tres comissaris van fer la selecció a través d'un consens heterogeni. Els artistes escollits tenien trajectòries àmplies, però estaven en un moment important de la seva carrera. A més d'artistes locals com Carles Congost, hi van exposar per primera vegada a Espanya artistes com Erwin Wurm, João Louro o Michel François. Les intervencions i exposicions es van gestionar individualment. La innovadora idea inicial que proposava sessions de treball amb especialistes que es transcriurien de cara a una futura publicació no arribaria a fructificar mai. A la temporada 2001-2002, Grazia Quaroni, conservadora de la Fondation Cartier pour l'Art Contemporain de París, es convertiria en la segona responsable estrangera d'un cicle d'exposicions, en aquest cas titulat Homo ludens. L'art en joc.
Quaroni agafava com a punt de partida una reflexió antropològica sobre el joc a partir dels textos de Roger Caillois: «Tot joc és un sistema de regles. El que dona sentit a la regla és el sentit de jugar.» El tema de l'element lúdic és un dels punts centrals de la producció artística catalana dels anys 2000, i la Fundació hi va contribuir de manera notable durant aquest període. Malgrat que va introduir a Espanya noms clau del panorama internacional com Xavier Veilhan o Vik Muniz, aquest cicle va deixar de banda la tradició de la producció pròpia, ja que les exposicions es van plantejar majoritàriament a partir d'obres ja realitzades amb anterioritat, sense establir cap relació nova entre els artistes i els espais i les formes de producció de la Fundació. Passaria justament el contrari amb un segon cicle de la mateixa Grazia Quaroni, que va tenir lloc durant la temporada 2002-2003: Psychodrome, comissariat juntament amb l'artista David Renaud.
Una psicoestructura de parets arrodonides concèntriques transformava l'Espai 13 en una escenografia on cada exposició es construïa sobre les restes de l'anterior: un laboratori de combinatòria. Els comissaris citen com a referència l'experiència avantguardista de Dylaby, presentada a l'Stedelijk Museum d'Amsterdam el 1962 sota la direcció de Willem Sandberg. Les diverses intervencions superposades dels artistes traduïen el trastorn de la imaginació per la imatge, les pertorbacions entre realitat i il·lusió. Els trastorns psicodèlics s'inscrivien a la sala en forma de xarxes sinestèsiques, repeticions i desordres murals que transformen en matèria allò que només és visible en la consciència. La seva innovació més important va ser el fet de desenvolupar-se en el temps com una única exposició en quatre etapes de transformació.
El 2002, el nigerià Okwui Enwezor va organitzar la documenta 11, una mostra emblemàtica i radical que va consolidar una sèrie de discursos que feia temps que es desenvolupaven i que es poden resumir en una reflexió central: la necessitat d'eliminar les fronteres que defineixen la primacia de l'art occidental sobre la resta de cultures del món. Montse Badia, formada en comissariat a De Appel, a Amsterdam, i amb una visió professional i ben informada dels debats comissarials del moment, s'ocuparia entre el 2003 i el 2005 de la programació de l'Espai 13 en dos cicles successius. El primer es va titular Ángulo de visión: 143º (Objects in the rear view mirror are closer than they appear). Tal com ja havia fet Frederic Montornés, Badia va introduir a través de diversos artistes una visió singular de la realitat, ja fos per estranyesa, per irritació o per qüestionament. Seguint la tònica d'alguns dels cicles anteriors, l'equilibri entre l'àmbit local i l'internacional li va permetre dur a terme mostres importants per als artistes del context barceloní, però també introduir per primera vegada uns quants artistes estrangers en el panorama institucional espanyol. La prova de l'èxit de la seva fórmula va ser la nominació de Simon Starling al Turner Prize —el premi d'art més prestigiós de l'àmbit britànic— gràcies a la seva exposició a la Fundació. Malgrat aquest reconeixement exterior, cal destacar un símptoma negatiu en la manca d'implicació de l'escena local pel que fa als riscos assumits per les diferents programacions: els artistes internacionals generaven una assistència de públic molt menor durant els actes d'inauguració. A Obsessions (zero % estàndard), el seu següent cicle, Montse Badia va mantenir la barreja d'artistes locals i estrangers i va destacar novament la importància de la producció específica assumida per la Fundació. El cicle va constituir un homenatge a un dels comissaris més respectats, el suís Harald Szeemann, i al seu canviant museu de les obsessions. Una de les novetats dels dos cicles de Montse Badia va ser la necessitat d'experimentar la manera com es poden documentar instal·lacions específiques en l'art contemporani. Els catàlegs es van realitzar en vídeo amb la col·laboració del Lab de Metrònom, amb una difusió innovadora que incloïa enllaços a YouTube.

#### 2005-2010
La programació de l'Espai 13 entre el 2005 i el 2007 es va centrar altra vegada en un espai geogràfic, però responia també a l'interès que suscitaven en els debats del moment els centres de producció i recursos per a artistes, sobretot gràcies a la tasca d'Hangar i d'alguns projectes desenvolupats dins les activitats del Centre d'Art Santa Mònica, sota la direcció de l'artista Antonio Ortega. La programació emanava de les produccions dels últims anys de Le Fresnoy-Studio National des Arts Contemporains, situat a Tourcoing (França), que havien organitzat la comissària Marie-Thérèse Champesme i la responsable d'exposicions del centre, Pascale Pronnier. Dirigit per Alain Fleischer, el centre es va fundar com a model d'acceleració de la creació i ofereix una formació artística d'alt nivell en quatre pols d'acció: so, vídeo, fotografia i noves tecnologies. Cada any, Le Fresnoy selecciona quatre estudiants perquè produeixin projectes específics en un laboratori de treball en comú supervisats per artistes de la categoria de Jean-Luc Godard, Chantal Akerman, Antoni Muntadas, Gary Hill o Dominique Gonzalez-Foerster. Al llarg de dos cicles, Champesme i Pronnier van dur a terme una selecció d'entre les més de cent obres produïdes en els vuit anys d'existència del centre. La inauguració va consistir en una mostra d'un sol dia de l'artista Anri Sala, que va presentar Nocturns, una peça del 1999 en 16 mm. En aquests dos anys, les intervencions audiovisuals es van succeir no només a l'Espai 13, sinó en diversos espais de la Fundació. El segon any, el cicle «Pigments i Píxels» va descriure un eix temàtic: la relació entre el dibuix i la pintura, d'una banda, i les tècniques de vídeo i digitalització de la imatge, de l'altra. El cicle de Le Fresnoy va rebre crítiques no pas per la seva qualitat, sinó per la manca de resposta de l'escena local: el suport públic va ser moderat, tot i que precisament es tractava de mostrar les formes d'articulació d'un model proper en un moment en què es reconfigurava el mapa institucional i de recursos per als artistes a la ciutat. Metrònom va tancar el 2006, la Sala Montcada va desaparèixer del Born el 2005, el Centre d'Art Santa Mònica va entrar en crisi l'any següent... El desànim davant la pèrdua d'espais va provocar una lectura crítica envers la manca de vinculació amb el context local de les produccions de l'Espai 13 presentades per Le Fresnoy.
Tot i això, entre el 2007 i el 2008, la Fundació va insistir en la independència de la seva programació i va apostar per l'interès de la diversitat cultural i geogràfica, en aquest cas amb l'imperi del sol naixent. Kawaii! El Japó ara va ser comissariada per Hélène Kelmachter, conservadora de la Fondation Cartier de París. El títol es refereix a una expressió amb la qual la joventut japonesa designa una cosa tendra o encantadora, un terme especialment adequat per referir-se a la jove generació d'artistes japonesos emergents, interessats per una realitat personal infantil, però amb un enorme arrelament social i amb el poder de fascinació d'un fenomen cultural. L'osmosi que s'esdevé en la cultura japonesa entre la pervivència de la tradició i el desenvolupament de la modernitat va tenir a les exposicions una deriva sociològica que va desencadenar un interès mediàtic immediat. Les cinc exposicions van atreure cap al projecte la col·laboració del Saló del Manga de Barcelona com a anunciant i de nombrosos patrocinadors privats, van gaudir d'una àmplia cobertura a la premsa i van fer que més de tres-centes persones sol·licitessin ser incorporades al mailing de la Fundació.
Una altra efemèride va marcar el retorn de l'Espai 13 al context espanyol: els vint-i-cinc anys de la mort de Joan Miró, que es van commemorar amb el cicle Els vint-i-quatre graons, títol que es referia als esglaons que separen l'univers mironià de la col·lecció permanent, d'una banda, i el soterrani de l'Espai 13, de l'altra. El comissari encarregat d'aquest cicle va ser Jorge Díez, vinculat a la producció i el seguiment de l'art emergent a Madrid a través dels programes de l'Injuve. Per materialitzar el seu programa, Díez va proposar als artistes que treballessin sobre el llenguatge de Joan Miró, ja fos a través de les seves obres, de la seva biblioteca o del seu arxiu de materials de treball, que es custodia a la Fundació. El gran encert de Díez va ser tornar a una concepció de la sala com a espai d'intervenció artística a través del muntatge d'una sèrie d'instal·lacions que van transformar radicalment l'espai expositiu. L'any següent, el cicle va aconseguir, per primera vegada en la història de l'espai, una presentació col·lectiva internacional, a Brasília, gràcies a un acord de col·laboració amb SEACEX. Agafant com a pretext el fet que les obres es basaven en investigacions sobre Miró, l'agència estatal va condicionar l'exportació del programa a la inclusió d'obres de l'artista a l'exposició del Brasil, cosa que dona idea de les dificultats amb què es troba la promoció internacional de l'art emergent espanyol. També es va aprofitar aquesta edició per crear un arxiu en línia de les exposicions de l'Espai 13 en una nova secció històrica del web general de la Fundació.

### Anys 2010

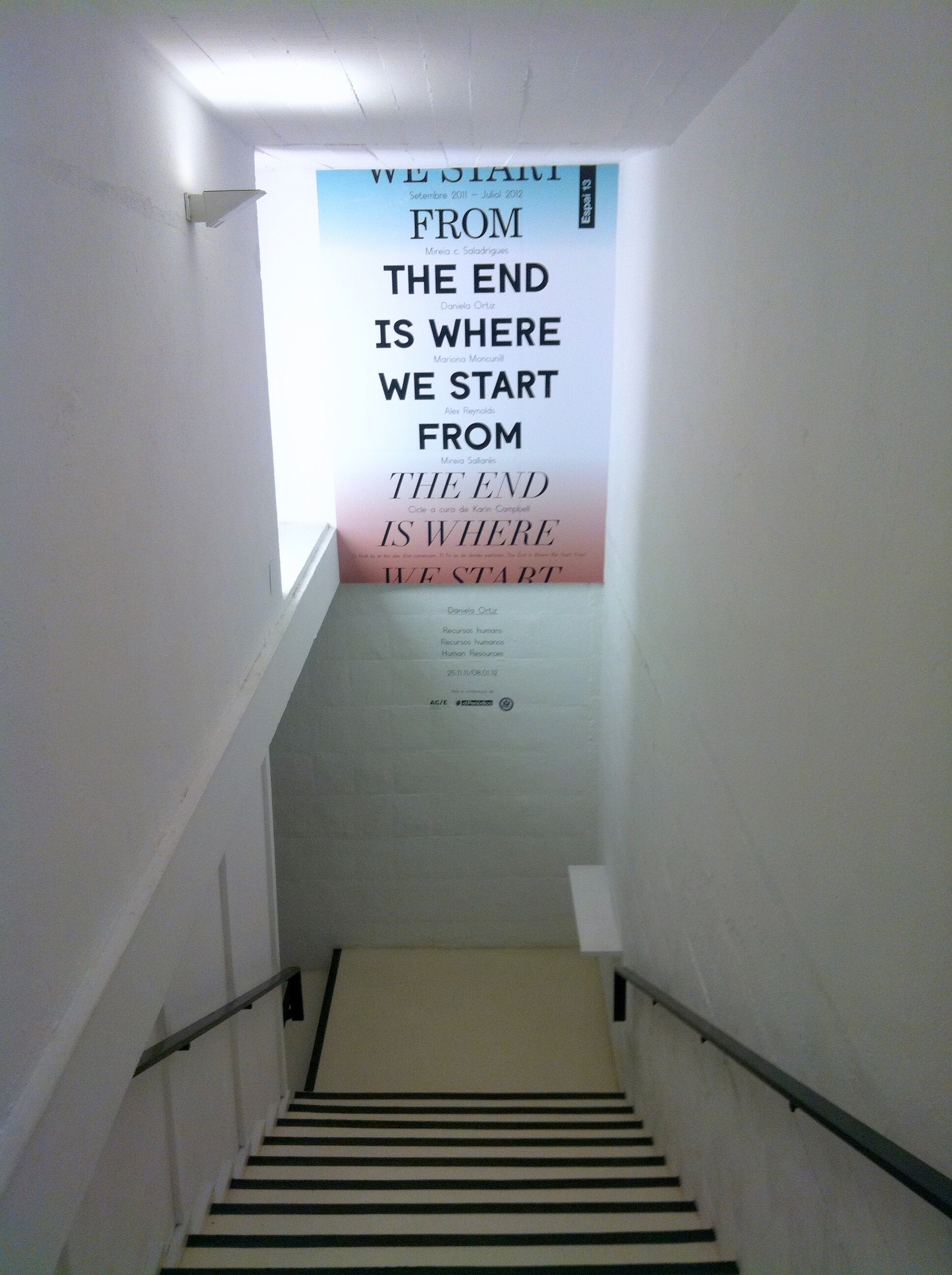
Escales d'accés a l'Espai 13

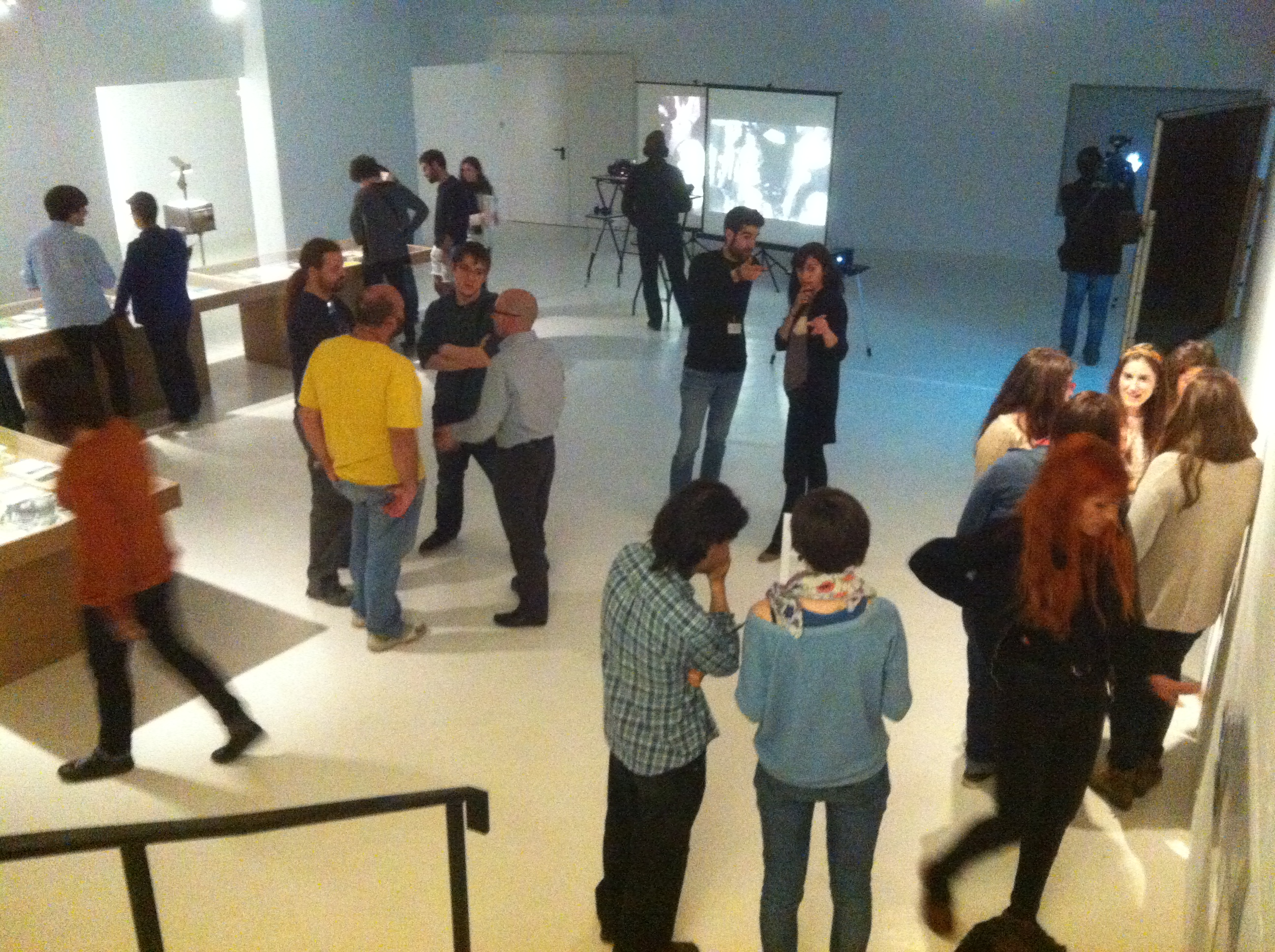
Vista a l'Espai 13 durant la Viquimarató 35 anys, 35 hores Espai 10 i Espai 13

Entre el 2009 i el 2011, l'artista Tres va comissariar dos cicles consecutius. A partir del 1985, l'obra de Tres s'ha centrat en la investigació i l'experimentació amb el silenci. En paraules seves, pretén «crear escenaris de silenci destinats a possibilitar la seva percepció, dotar-los de presència i indagar sobre totes les seves possibilitats». Primer amb Silenci explícit i després amb So implícit, l'artista va diluir els límits entre la seva obra com a tal i el comissariat, i va proposar el seu propi marc de treball personal com a espai per programar el d'altres. El primer cicle, amb presència d'artistes locals i internacionals, es basava en el silenci intencional com a acció fonamental de les obres. En el segon van participar-hi artistes visuals que utilitzaven el so en la seva obra Les possibilitats dels joves comissaris a l'hora d'articular una programació, un cicle compacte i una relació discursiva i de producció amb un nucli de cinc artistes locals que duguin a terme una sèrie d'exposicions individuals són les coordenades marc que han determinat la programació de les tres últimes edicions de l'Espai 13 presentades fins al moment. El nivell de professionalització del comissariat al començament de la dècada dels 2010 queda representat a la Fundació en el cicle que es va proposar a la comissària nord-americana Karin Campbell, estudiant del programa de comissariat del Bard College de Nova York. El cicle, que es va titular The End Is Where We Start From i es va desenvolupar entre el 2011 i el 2012, va tenir la peculiaritat de ser proposat per una comissària estrangera a qui es va finançar una investigació sobre el context local, cosa que li va permetre introduir-se a l'escena de Barcelona per després escollir cinc dones artistes i organitzar un cicle amb propostes que quedaven a mig camí entre la crítica institucional i la preocupació pels problemes socials urgents en el seu present immediat. David Armengol, col·laborador el 2004 a l'oficina de producció que constituïa l'exposició d'Antonio Ortega i últim comissari encarregat d'un cicle d'exposicions a la desapareguda Sala Montcada, va ser el comissari de l'Espai 13 la temporada 2012- 2013, amb un cicle titulat Perplexitat. A banda d'haver organitzat aquesta programació com a independent, Armengol era un dels coordinadors de Sant Andreu Contemporani, on es gestiona el Premi d'Arts Visuals Miquel Casablancas, el premi d'art emergent més notori de la ciutat. Aquest perfil li permetia conèixer a la perfecció el context local i respondre a l'encàrrec de desenvolupar una programació de producció específica de l'escena emergent catalana. L'esforç de dotar el cicle d'un format d'institucionalització que permetés als artistes potenciar la seva trajectòria s'ha reflectit en la publicació d'un petit catàleg per exposició, que es converteix en un material fonamental per a la difusió i la pervivència de l'obra presentada. A més d'aquests encerts, cal destacar també que, seguint la tònica que mantenen en temps de crisi els programes de beques i ajudes a la producció artística, no només ha programat artistes joves, sinó alguns de trajectòria mitjana que no havien tingut mai cap oportunitat institucional d'aquesta mena a la ciutat.

### Actualitat

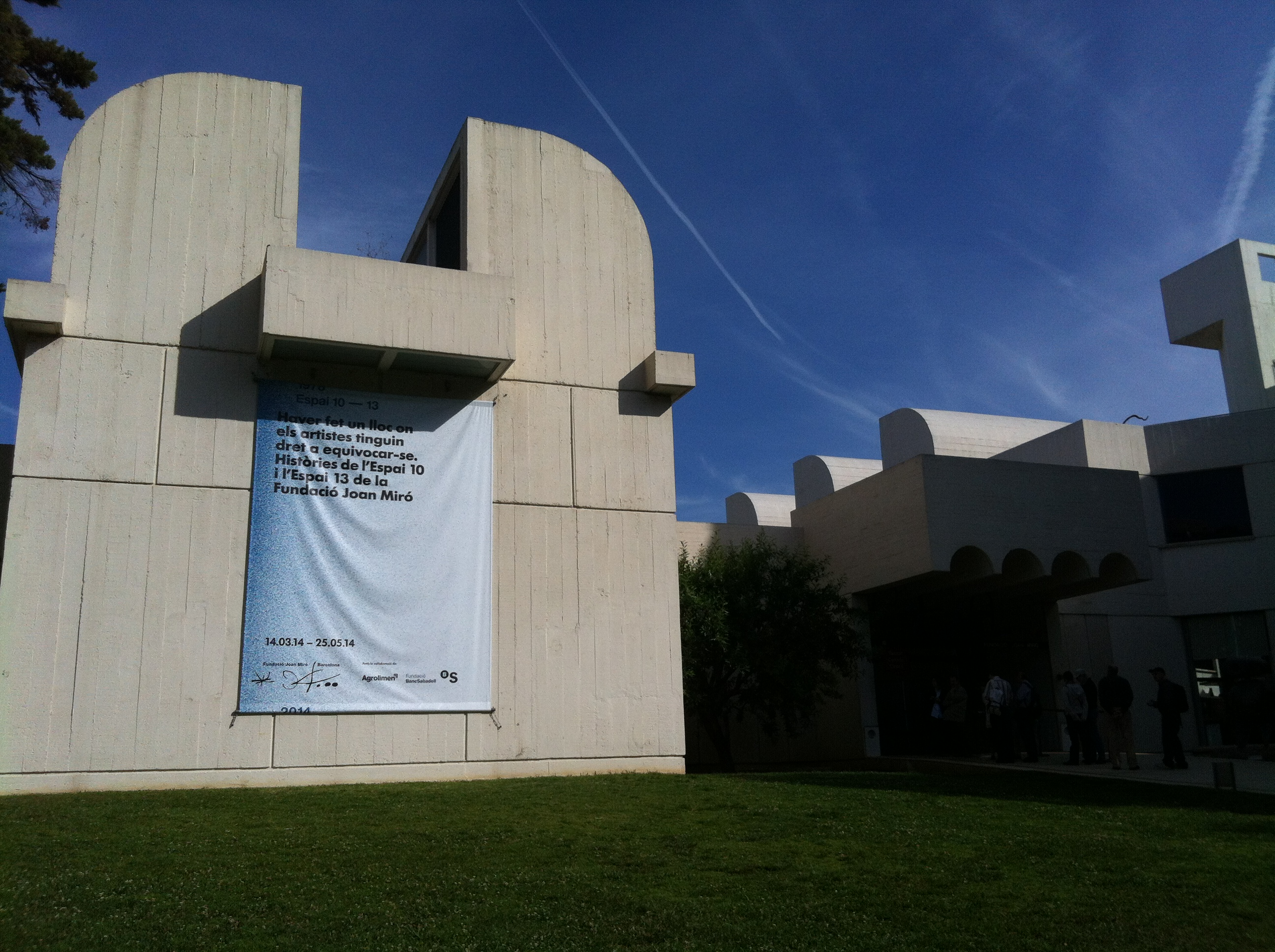
Fundació amb el cartell de l'exposició sobre l'Espai 13, comissariada per Manuel Segade.

El cicle que es va desenvolupar el 2014, Arqueologia preventiva, del comissari Oriol Fontdevila, respon a una continuïtat: a més d'estar vinculat a l'aniversari del 1714 i de tenir significació política en un moment de nacionalisme creixent a Catalunya. Per a aquest cicle, Fontdevila va expandir l'Espai 13 a dos locals annexos, situats a la seu del col·lectiu LaFundició, al barri de Bellvitge. A través de la programació de l'Espai 13 i els efímers Espai 14 i Espai 15, Fontdevila qüestionà l'espectacularització de les efemèrides col·lectives i posà un accent paral·lel en un altre context local també rellevant per a la memòria col·lectiva: la celebració dels cinquanta anys de Bellvitge. Novament les exposicions seran locals, i aquesta insistència en la producció catalana no és intranscendent: en un moment en què la internacionalització s'havia convertit en norma, la pèrdua successiva d'espais dedicats a la producció local i als artistes de trajectòria mitjana ha empès la Fundació a retornar als seus orígens, a reivindicar aquest espai com un indret des del qual fomentar, produir i difondre la feina dels artistes locals o residents al territori català en unes condicions òptimes d'institucionalització.
Les noves articulacions socials sorgides i sentit comú en la gestió dels recursos, a més de dedicació i cura al context local immediat. A la Declaració de la Comissió de Cultura del 15M, el col·lectiu artístic hi feia la següent reivindicació: «L'obligació que les entitats culturals públiques i privades amb participació pública programin una quota significativa de produccions procedents del teixit local, autonòmic o estatal tenint en compte criteris contextuals ».

## Anàlisi

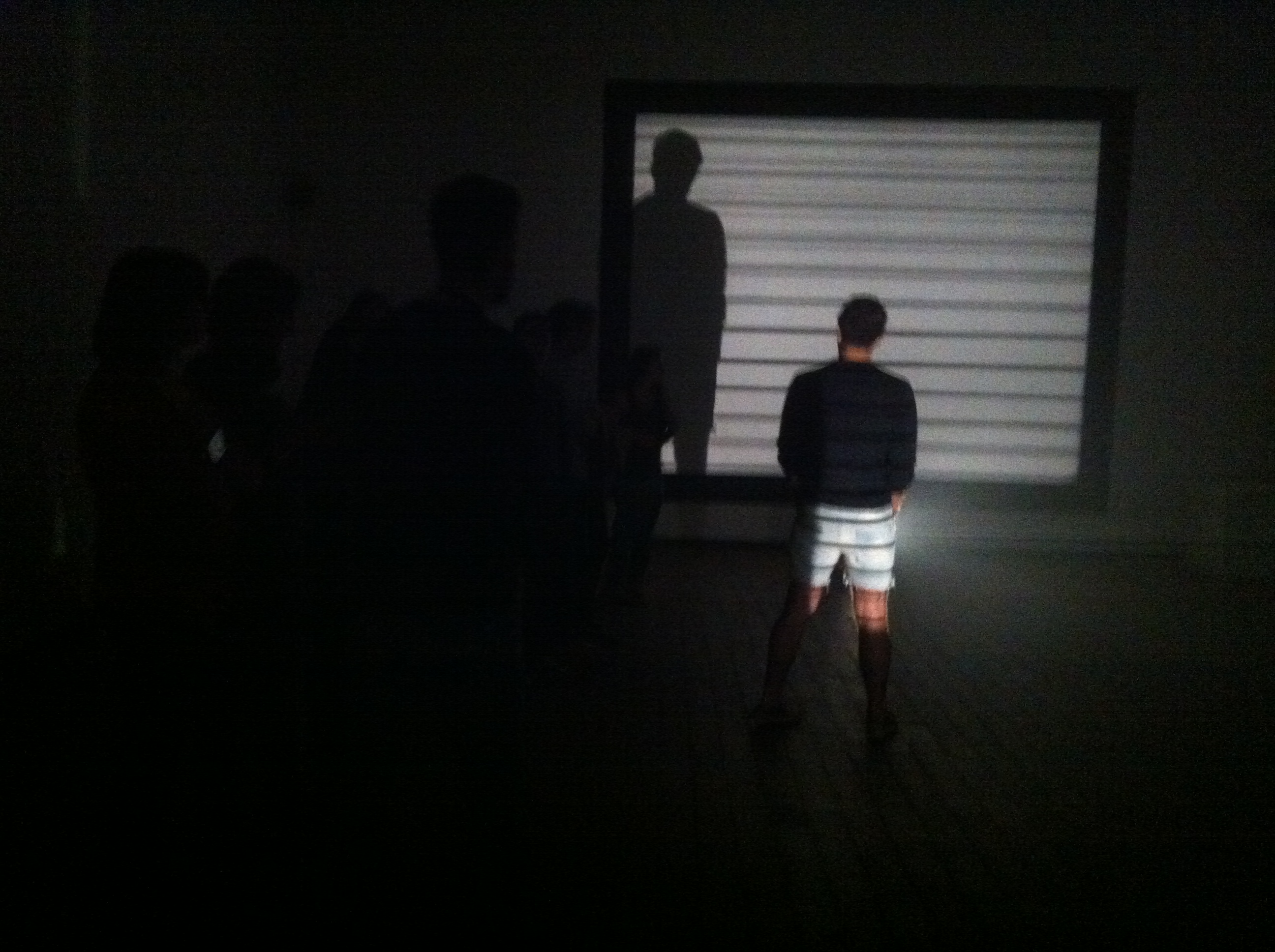
Performance nocturna el 2013.

L'espai, amb un ambient semi-industrial, es fa servir com una plataforma de difusió i experimentació, on els artistes convidats mostren les seves propostes. Des de la seva creació ha servit d'espai per a la realització d'exposicions temporals individuals, col·lectives, accions, environments i performances.
El secret de la continuïtat de l'Espai 10 i 13 és la seva falta de dogmatisme, el fet de no haver arribat mai a cristal·litzar en pràctiques institucionalitzades, la constatació que, malgrat certa precarietat, les pràctiques artístiques s'hi van esdevenir i van passar de llarg per continuar el seu camí, tot canalitzant trajectòries en una nova direcció.
El llegat de l'art conceptual i afins no s'ha d'entendre com una continuïtat històrica, sinó com una via d'assaig i invenció d'un sector i d'un camp artístic en mutació i moviment continus. Al cap de més de tres decennis, és ara quan fructifiquen no només les estructures, sinó els textos o la producció teòrica. És evident que, avui, les pràctiques artístiques es plantegen des d'un marc epistemològic que va ser inventat per les generacions dels anys seixanta i setanta: allò que anomenem "art contemporani". En el mateix Espai 13, són justament les propostes derivades del conceptualisme les que es revelen una vegada i una altra com una revolta del destí i una venjança històrica, de crisi econòmica a crisi econòmica

## Cicles
La programació de l'Espai 13 s'organitza anualment per cicles, que solen anar de l'octubre al juliol. Cada any se selecciona a un comissari diferent, sovint un crític d'art aliè a la Fundació, qui tria un tema que unirà la selecció de diversos artistes.

## Premis i reconeixements
- 1989 — Premi Ciutat de Barcelona d'art.[7]
- 2005 — Premi Turner a Simon Starling, per la seva exposició Exposition feta en aquest espai, dins el cicle Angle de visió 143° comissariat per Montse Badia[8]